# Вуна
Вуна је мекана длака крзна појединих сисара, посебно оваца (овчија вуна). Вуна се састоји од протеина заједно са неколико процената липида. Она уз свилу и казеин спада у групу протеинских влакана, али се од других животињских длака разликује високим постотком садржаног сумпора (3-4%) који потиче од високог садржаја двоструких аминокиселина цистина. У погледу састава вуна је сасвим различита од доминантнијег текстила, памука, који је углавном целулоза. Вуна спада у обновљиве сировине.

## Терминологија
Ознака Schurwolle (Шурволе - ср. Руно) или Reine Schurwolle (Рајне шурволе - ср. Чисто руно) или енглески pure new wool означава, да се ради о вуни ошишаној непосредно са живе животиње, а не о поновном кориштењу старе тканине односно о рециклираном производу или о вуни од заклане или угинуле животиње.
Код пређе помоћу врло прецизних стројева за предење који раде с прецизношћу од једног микрометра вуна се упреда у дугачку нит. Што је тања, па отуда и дужа нит из килограма вуне, то је већи квалитет упредене нити.

## Особине
Вуна има природну особину такозваног регулисања температуре. Унутрашњост влакна вуне може преузети водену пару, док спољна површина одбија воду. Влакно може прихватити до 33% воде у односу на своју суву масу без утиска да је влажна. Суши се знатно брже него, на примјер, памук. Производ од вуне садржи у односу на укупну запремину до 85% од ваздуха. То својство му омогућава да јако добро грије. Вуна се не маже, а и не гужва, јер је влакно еластично. Осим тога, једном обојена, не губи боју и није запаљива. Не гори, него се одмах претвара у угљен, а за разлику од вјештачких влакана једва да упија зној. Без посебне обраде, може изазивати осјећај неугодног „гребања“ на кожи. Тог гребања нема код финих мерино вуна.
Вуну производе фоликули који су мале ћелије које се налазе у кожи. Ови фоликули се налазе у горњем слоју коже који се зове епидермис и потискују се у други слој коже који се зове дермис док влакна вуне расту. Фоликули се могу класификовати као примарни или секундарни фоликули. Примарни фоликули производе три врсте влакана: кемп, медулисана влакна и права вунена влакна. Секундарни фоликули производе само права вунена влакна. Медулисана влакна деле скоро идентичне карактеристике као и коса и дуга су, али немају набораност и еластичност. Кемп влакна су веома груба и распадају се.
Вуна има неколико квалитета који је разликују од длаке или крзна: увијена је и еластична. Количина набора одговара финоћи вунених влакана. Фина вуна као што је Мерино може имати до 40 набора по центиметру (100 набора по инчу), док грубља вуна попут каракула може имати мање од једног (један или два набора по инчу). Насупрот томе, коса има мало или нимало љуспица и нема набора, и има малу способност да се веже у предиво.
Вунена влакна лако упијају влагу, али нису шупља. Вуна може да апсорбује скоро једну трећину сопствене тежине у води. Вуна упија звук као и многе друге тканине. Обично је кремасто беле боје, иако неке расе оваца производе природне боје, као што су црна, браон, сребрна и насумичне мешавине.
Вуна се пали на вишој температури од памука и неких синтетичких влакана. Она има мању брзину ширења пламена, мању брзину ослобађања топлоте, нижу топлоту сагоревања, и не топи се, нити капље; она формира угљен који је вид изолације и самогасив је. Она мање доприноси токсичности гасова и дима него други производи за подове када се користе у теписима. Вунени теписи су специфицирани за окружења високе безбедности, као што су возови и авиони. Вуна је обично специфицирана за одећу за ватрогасце, војнике и друге у занимањима где у којима су изложени могућности пожара.
Вуна код неких људи изазива алергијску реакцију.

## Добијање
За добивање вуне овце се стрижу, а кашмирске козе и ангорски кунићи се ишчешљавају. Код неких врста оваца вуна се чупа, што међутим за животиње није болно, јер се извлаче само длаке које више нису чврсто укоријењене.
- Алати за стрижу и прераду вуне
- Ручно упредање помоћу вретена и преслице
- Различита вретена
- Различите преслице (Народни музеј Крушевац)
- Механичко вретено или коловрат (Пољопривредни музеј у Кулпину)
- Вретена и витлић (ЈУ Музеј у Добоју)
- Маказе за стрижу (Пољопривредни музеј у Кулпину)

## Типови вуне
Типови вуне се одређују према квалитету влакна:
- 1. Мерино вуна:

То је фино, меко, врло коврчаво и најквалитетније влакно вуне. Потиче од мерино оваца. Користи се за производњу висококвалитетног камгарна, од ког се затим шије горња одјећа. Финоћа влакна се креће од 16 до 23,5 микрометара. Свјетски рекорд финоће мерино вуне поставила је вуна са Новог Зеланда, са 11,8 микрона (за упоредбу: људска коса има око 30 микрона).
- 2. Кросбред вуна:

То је вуна средње квалитете, средње финоће, није тако мека и коврџава као мерино. Потиче од Кросбред оваца које су мјешанци између мерино оваца и оваца са грубом вуном. Ова се вуна користи такође за производњу огртача као и за разне облике кућне употребе.
- 3. Груба вуна:

је најнижег квалитета, врло је груба. Слабо је или нимало коврџава. Потиче од оваца с грубом вуном као што је Шетландска овца. Користи се за производњу тепиха или има техничку примјену (производња изолационих материјала и сл.) У Русији се полугруба вуна користи за производњу чизама од филца — традиционалних ваљенки.

## Секундарни производи
Вуна, а нарочито овчија, садржи масноћу ланолин која се одваја прије обраде, како би се касније додала очишћеној и оплемењеној вуни, или се користила у козметичкој индустрији или у друге сврхе.

## Продукција
Глобална производња вуне је око 2 милиона тона годишње, од чега 60% отпада на одећу. Вуна чини око 3% глобалног тржишта текстила, али је њена вредност већа због бојења и других модификација материјала. Аустралија је водећи произвођач вуне која је углавном од Мерино оваца, мада ју је престигла Кина у погледу укупне тежине. Нови Зеланд (2016) је трећи по величини произвођач вуне и највећи произвођач укрштене вуне. Расе као што су Линколн, Ромни, Драјсдејл и Елиотдејл производе грубља влакна, а вуна од ових оваца се обично користи за израду тепиха.
У Сједињеним Државама, Тексасу, Новом Мексику и Колораду постоје велика комерцијална стада оваца, а њихова главна раса оваца је Рамбује (или француски Мерино). Такође постоји просперитетни контингент малих фармера се бави узгојем специјалитетних домаћих стада за тржиште ручно предене вуне. Ови мали фармери нуде широк избор руна.
Глобално острижена вуна 2004/2005
1. Аустралија: 25% глобално острижене вуне (475 милиона kg, 2004/2005)
2. Кина: 18%
3. Сједињене Државе: 17%
4. Нови Зеланд: 11%
5. Аргентина: 3%
6. Турска: 2%
7. Иран: 2%
8. Уједињено Краљевство: 2%
9. Индија: 2%
10. Судан: 2%
11. Јужна Африка: 1%

Органска вуна постаје све популарнија. Понуда ове вуне је веома ограничена и велики део долази из Новог Зеланда и Аустралије. Вуна постаје заступљенија у одећи и другим производима, али ти производи често имају вишу цену. Вуна је еколошки пожељнија (у односу на најлон или полипропилен базиран на нафти) као материјал за тепихе, посебно када се комбинује са природним везивањем и употребом лепкова без формалдехида.